# Lista de bairros de Jaú
O município de Jaú possui diversos bairros. Os bairros mais populosos são , que concentram cerca de 20% da população da cidade.

## Região central
A Região Central de Jaú é a que está mais densamente urbanizada, sendo bastante verticalizada e possui a maior concentração de estabelecimentos comerciais, médicos e de serviços.
Nela há tanto prédios e residenciais de alto poder aquisitivo, assim como casarões revitalizados.

## Lista de bairros
- Centro antigo
- Centro novo
- Segunda Zona Industrial
- Jardim Pedro Ometto
- Jardim Odete
- Jardim Sanzovo
- Jardim Santa Helena
- Chácara Flora
- Primeira Zona Industrial
- Vila Industrial
- Vila Nova Jaú
- Vila Sampaio
- Residencial Primavera
- Jardim São José
- Chácara Bela Vista
- Terceiro Distrito Industrial
- Oitavo Distrito Industrial
- Vila Sampaio
- Jardim Carolina
- Fazenda Velha
- Jardim Padre Augusto Sani
- Jardim Nova Jaú
- Chácara Itauna
- Jardim Conde do Pinhal II
- Jardim Maria Luiza III
- Zona Industrial
- Cecap
- Vila Buscariolo
- Jardim Concha de Ouro
- Jardim São Caetano
- Vila Santa Maria
- Jardim Estádio
- Jardim Santa Terezinha
- Vila Higienópolis
- Vila Pirágine
- Jardim Maria Luiza II
- Jardim Maria Luiza
- Vila Nova
- Jardim Conde do Pinhal I
- Vila Viana
- Jardim Maria Luiza IV
- Bairro Santo Antonio
- Vila Paulista
- Vila Canhos
- Vila Nassif Name
- Vila Nova Brasil
- Chácara Padre Nosso
- Vila Brasil
- Vila Santa Terezinha
- Vila Arthur Simões
- Vila Santo Ivo
- Chácara Nunes
- Vila XV de Novembro
- Vila São Judas Tadeu
- Jardim Maria Cibele
- Vila João R. Basílio
- Jardim Bela Vista
- Jardim Campos Prado
- Vila Carvalho
- Vila Netinho Prado
- Vila Maria
- Vila Maria Cristina
- Jardim Netinho Prado
- Vila Operária
- Vila Ivan
- Chácara Doutor Lopes
- Jardim São Francisco
- Vila Hilst
- Chácara São José
- Vila Vicente
- Jardim Regina
- Condominio Floresta
- Chácara Bela Vista
- Chácara Auler
- Chácara Bráz Miraglia
- Chácara Peciolli
- Vila Assis
- Vila Falcão
- Vila Pires de Campos
- Vila Padim
- Jardim Alvorada
- Jardim Diamante
- Jardim Planalto
- Jardim Olímpia
- Jardim São Crispim II
- Jardim São Crispim[3]
- Jardim Dona Emília
- Quarto Distrito Industrial
- Conjunto Habitacional Ibirapuera
- Residencial dos Pássaros
- Vila Real
- Jardim Novo Horizonte
- Parque Ferreira Dias
- Jardim Santa Rosa
- Jardim Santo Onofre
- Jardim Cila de Lúcio Bauab
- Parque Residencial Itamaraty
- Jardim Ferreira Dias
- Jardim Paulista
- Jardim Pires de Campos I
- Jardim Pires de Campos II
- Jardim América
- Chácara Ferreira Dias
- Jardim Orlando Chesini Ometto
- Jardim Orlando Chesini Ometto II
- Sétimo Distrito Industrial
- Vila Antonina
- Vila Jardim Brasília
- Jardim Doutor Luciano
- Jardim das Paineiras
- Jardim Rosa Branca
- BNH (Jd.das Paineiras II)
- Residencial João Ballan
- Jardim Sempre Verde
- Residencial João Ballan II
- Jardim Ouro Verde
- Jardim Jorge Atalla
- Jardim Ameriquinha
- Jardim Pires de Campos II
- Residencial Bernardi
- Condomínio Jardim Alvorada
- Residencial Bernardi II
- Residencial Paraty
- Vila dos Comerciários
- Villaggio di Roma
- Jardim Ana Carolina
- Loteamento Quinta da Colina
- Quinto Distrito Industrial
- Sexto Distrito Industrial
- Jd.Res.Bela Vista
- Res.Rodrigues Branco
- Condominio Conego Pedro(Bela Vista)
- Res.Itatiaia
- Res.Frei Galvao
- Jd.dos Flamboyants
- Vila Nova (São Benedito)
- Jd.Campos Prado
- Cond. Chacara Amadeu Botelho

## Observações
- O critério de divisão das regiões é variável - há outras formas, que mudariam a classificação presente. Para esta classificação, considera-se Centro da cidade, tudo que está dentro das seguintes distâncias tendo como marco central da cidade a Igreja de Nossa Senhora do Patrocínio: de 600 metros para leste e oeste, de 800 metros para norte e 700 metros para sul, o que está dentro dessa área é Centro da cidade.
- Alguns bairros que têm o nome de Jardim ou Parque também podem ser referidos sem esse título.
- Não estão citados todos os bairros, que podem ser acrescentados, mas estão incluídos alguns nomes mais antigos que não constam no mapa da cidade.